# Krystyna Turowska
Krystyna Turowska (ur. 29 marca 1946 w Jeleniej Górze) – polska narciarka, medalistka Zimowej Uniwersjady (1968, 1970, 1972), medalistka mistrzostw Polski.

## Kariera sportowa
Była zawodniczką MKS Chojnik Sobieszów (1960-1966), Karkonoszy Jelenia Góra (1967), AZS Zakopane (1968-1976) i SN PTT (1977-1978). Jej największymi sukcesami w karierze były trzy medale Zimowej Uniwersjady w sztafecie 3 x 5 km. W 1968 zdobyła srebrny medal (z Marią Krok i Teresą Mereną), w 1972 również srebrny medal (z Zofią Majerczyk i Bogumiłą Trzebunią), w 1970 brązowy medal (z Marią Krok i Teresą Mereną).
Na mistrzostwach Polski zdobyła wicemistrzostwo Polski w sztafecie 4 x 5 km w 1977 oraz brązowe medale w biegu na 5 km (1977), sztafecie 3 x 5 km (1969, 1970, 1971) i sztafecie 4 x 5 km (1976).
Ukończyła Studium Nauczycielskie w Jeleniej Górze (1969) i studia w Akademii Wychowania Fizycznego w Krakowie (1976). Od 1977 pracowała jako trener, w SN PTT Zakopane i Starcie Zakopane. Jej zawodniczką w czasach juniorskich była m.in. Zofia Kiełpińska.